# Surface Laptop Studio
Surface Laptop Studio是微软於2021年9月22日推出的Surface電腦产品线，該產品系列將取代Surface Book系列。 Surface Laptop Studio搭載Windows 11操作系统。该设备还支持具有生物特征面部识别功能的Windows Hello，用戶可以通過Windows Hello登录Windows操作系統。